# Spanotartessus evansi
Spanotartessus evansi är en insektsart som beskrevs av Metcalf 1955. Spanotartessus evansi ingår i släktet Spanotartessus och familjen dvärgstritar. Inga underarter finns listade i Catalogue of Life.